# Ceadîr-Lunga
Ceadîr-Lunga ([t͡ʃaˈdɨr ˈluŋɡa]IPA, taktéž psáno Ceadâr-Lunga, gagauzsky Çadır-Lunga) je město a obec v Gagauzsku v Moldavsku.

## Obyvatelstvo
Podle sčítání lidu v roce 2014 žilo ve městě 16 605 obyvatel, což je méně než při předchozím sčítání lidu v roce 2004, kdy zde žilo 19 401 obyvatel. Z tohoto počtu bylo 7 826 mužů a 8 779 žen.
Etnické složení Ceadîr-Lunga (2014)
Jazykové složení Ceadîr-Lunga (2014)
Pozn:
- Stále se vedou spory o etnickou identifikaci Moldavanů a Rumunů.
- Moldavština je jedním ze dvou místních názvů pro rumunštinu v Moldavsku. V roce 2013 Ústavní soud Moldavska deklaroval, že článek 13 ústavy je nahrazen Deklarací nezávislosti,[6] čímž získal název rumunština oficiální status.[7][8]

## Sport
Město reprezentuje FC Saxan v moldavské lize 2, třetí příčce fotbalu v Moldavsku.

## Významné osobnosti
- Mihail Ciachir (1861 Ceadîr-Lunga – 1938 Kišiněv) byl gagauzský protojerej, který byl prvním vydavatelem gagauzských knih v bývalém Ruském impériu.
- Ludmila Tukanová (* 1982 Ceadîr-Lunga) je zpěvačka a soutěžící v Turkvision Song Contest 2013

### Partnerská města
- Partnerskými městy Ceadîr-Lunga jsou:
- Bursa, Turecko[10]
- Serpuchov, Rusko
- Titusville (Florida), Florida, Spojené státy americké

## Galerie

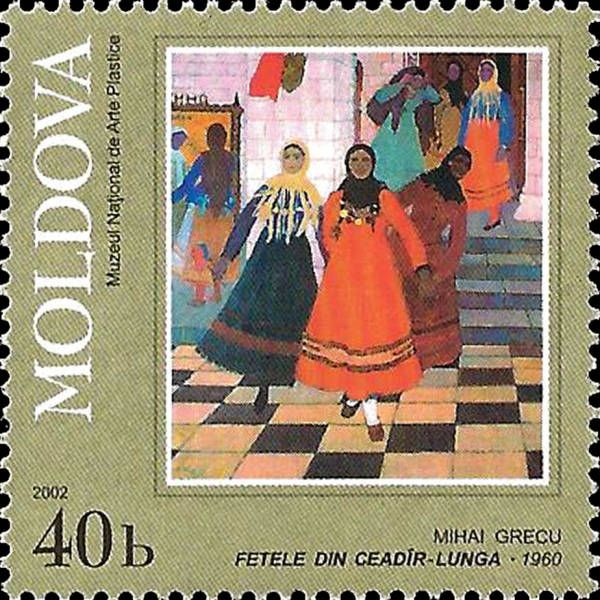
Dívky z Ceadîr-Lunga (1960). Mihai Grecu.
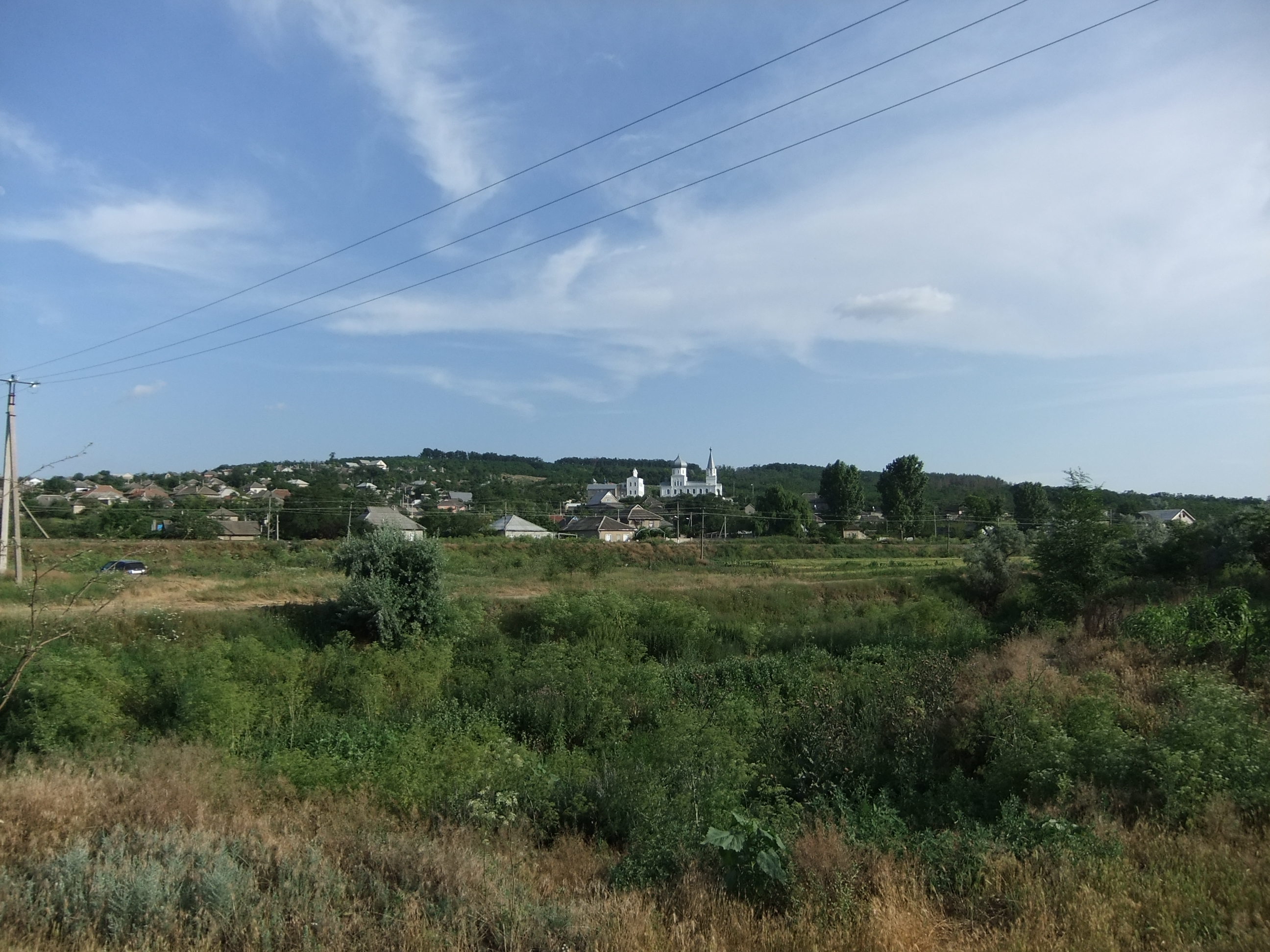
Ceadîr-Lunga, ženský klášter
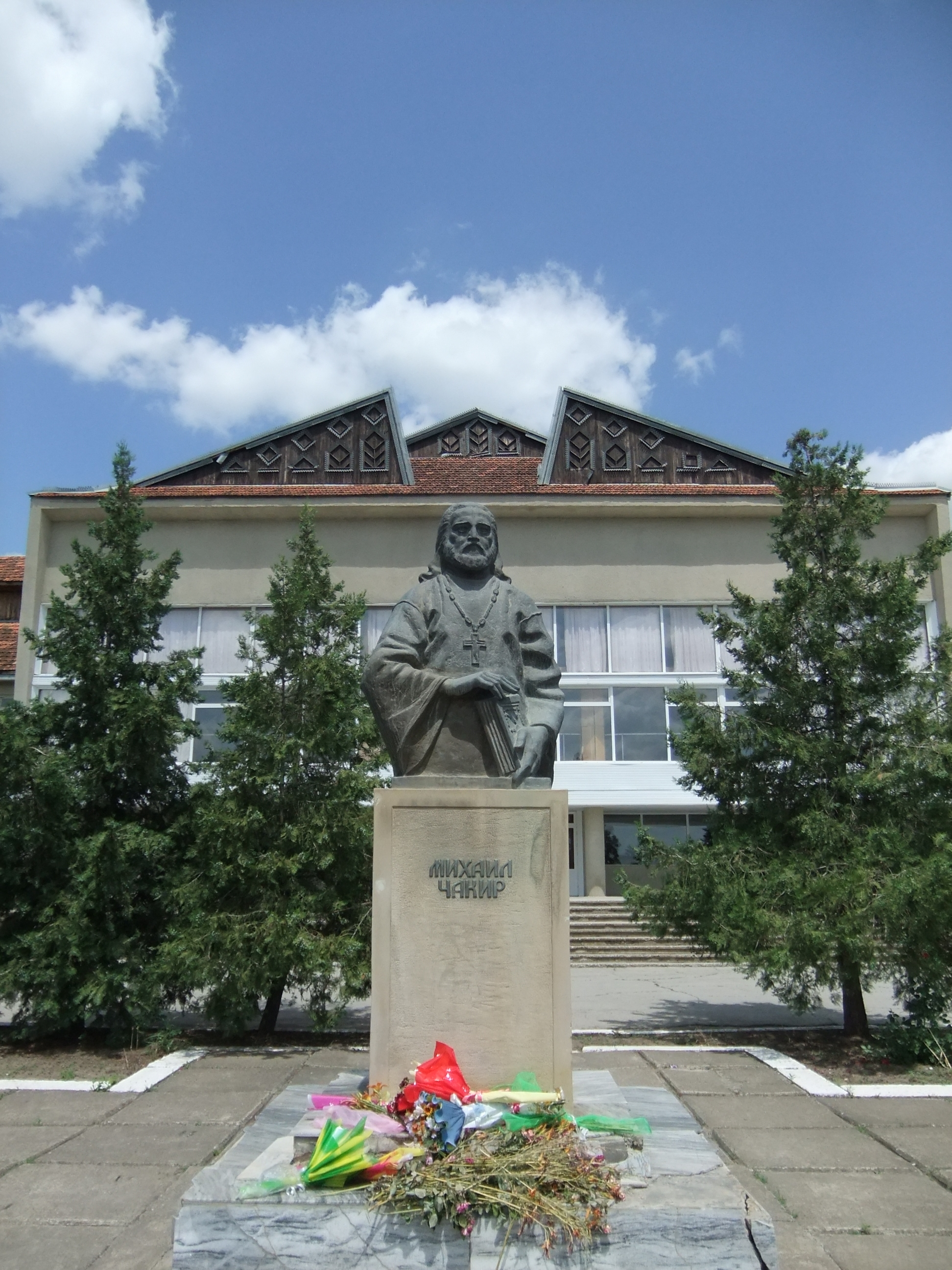
Dům kultury a památník Mihaila Ciachira
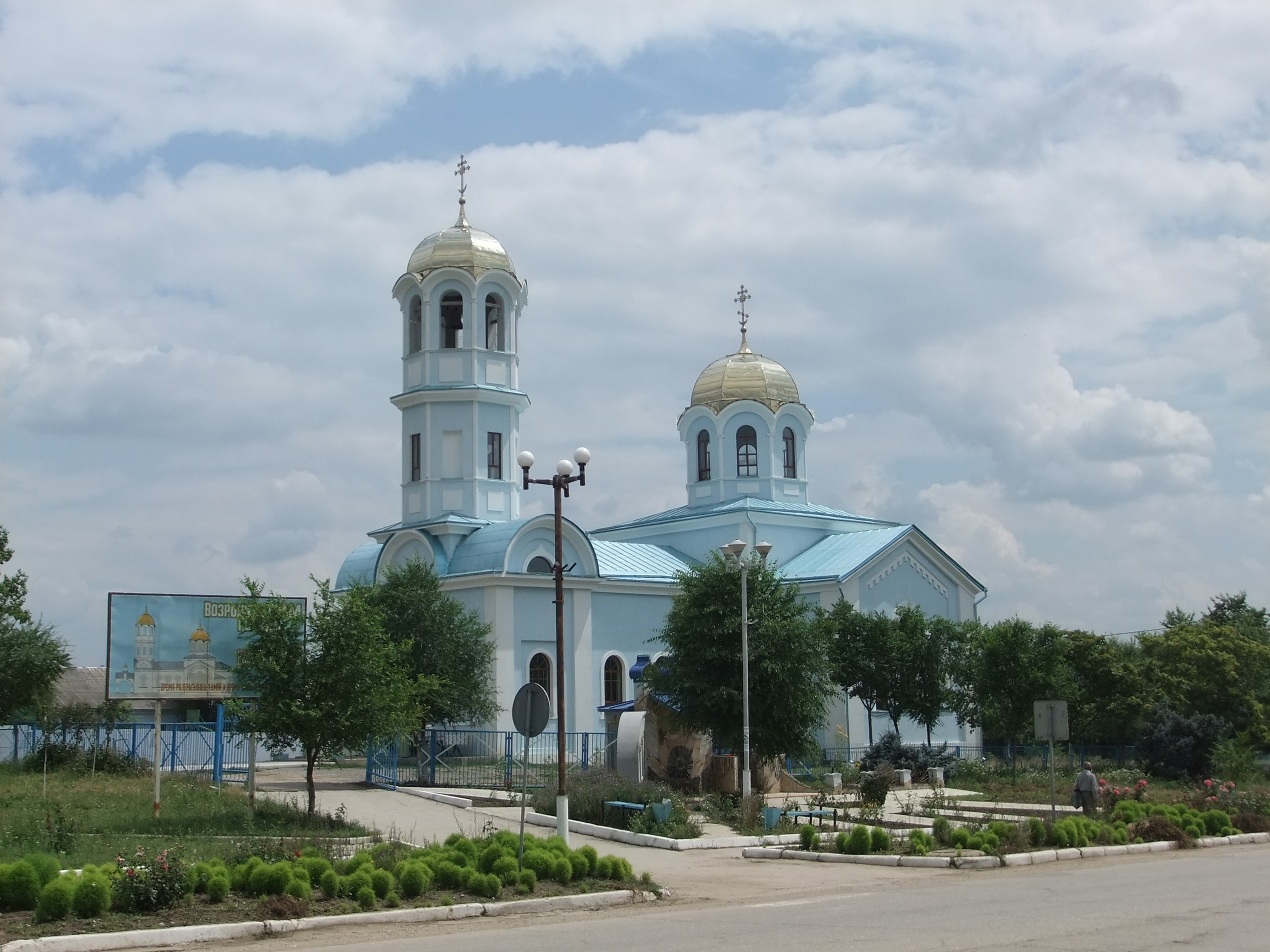
Kostel Naší Paní Kazaňské